# بروس تايلور (لاعب كرة قدم أمريكية)
بروس تايلور (بالإنجليزية: Bruce Taylor)‏ هو لاعب كرة قدم أمريكية أمريكي، ولد في 28 مايو 1948 في بيرث أمبوي في الولايات المتحدة.

## وصلات خارجية
- بروس تايلور على موقع مرجع كرة القدم المحترفة.كوم (الإنجليزية)